# Talijanske općine
Općine u Italiji ili komune (talijanski: comune, množina: comuni) predstavljaju treću razinu upravne podjele u ovoj zemlji. Općine su grupirane u pokrajine, a pokrajine u regije. Trenutno u Italiji postoji 8094 općina.
Površina i broj stanovnika varira od općine do općine. Primjerice u općini Rim živi 2.751.103 stanovnika na 1.285,30 km², te je to najveća i najnapučenija općina u Italiji. Općina Fiera di Primiero u Trentinu je najmanja talijanska općina s površinom od samo 0.15 km², dok je Pedesina u pokrajini Sondrio općina s najmanjim brojem stanovnika, gdje živi samo 33 osobe.
Na čelu općine nalazi se načelnik ili gradonačelnik (sindaco) i općinsko vijeće (Consiglio Comunale). Zgrada općina obično se naziva Municipio ili Palazzo Comunale.
Općine se obično sastoje od glavnog grada ili sela (capoluogo) po kojem je obično nazvana općina, te od ostalih područja zvanih frazioni.
U mnogim općinama postoji općinska policija (Polizia Municipale) koja je obično zadužena za regulaciju prometa i kontrolu radnog vremena.

## Najveće općine
Ovo je popis deset najvećih općina u Italiji po broju stanovnika.
| Rang | Općina  | Regija     | Pokrajina | Br. stanovnika |
| ---- | ------- | ---------- | --------- | -------------- |
| 1.   | Rim     | Lacij      | RM        | 2 751 103      |
| 2.   | Milano  | Lombardija | MI        | 1 312 190      |
| 3.   | Napulj  | Kampanija  | NA        | 960 247        |
| 4.   | Torino  | Pijemont   | TO        | 908 700        |
| 5.   | Palermo | Sicilija   | PA        | 656 288        |
| 6.   | Genova  | Ligurija   | GE        | 608 959        |